# Aspartam
Aspartam (E 951, L-aspartyl-L-phenylalanylmethylester) er et kunstigt sødemiddel brugt som erstatning for sukker i adskillige light-produkter, herunder i sodavand. Stoffet har samme fysiologiske brændværdi som sukker, men søder ca. 200 gange mere. Således skal der kun bruges minimale mængder for at opnå samme søde smag. Aspartam kan produceres af genmodificerede bakterier. Det kan reducere produktionsomkostningerne væsentligt.

## Baggrund
Aspartam blev først produceret af G.D.Searle & Company som en tilsætningsstof til anvendelse i fødevarer. Selskabet, som virkede i den farmaceutiske branche, blev i 1985 overtaget af den amerikanske koncern Monsanto og aspartam blev herefter markedsført under navnet NutraSweet. Den 25 maj 2000 solgte Monsanto firmaet til J.W. Childs Equity Partners II L.P., og med patenternes udløb fra 1987 i Europa og i 1992 i U.S.A., fremstillet Aspartam i dag af flere konkurrerende firmaer. 

## Sundhedsvurdering
Aspartam er opbygget af de to aminosyrer fenylalanin og asparaginsyre. Ved nedbrydning i tarmen dannes metanol (træsprit)  i små mængder.
Metanol nedbrydes normalt til formaldehyd, som videreomdannes til myresyre, og til sidst nedbrydes til kuldioxid og vand.
Metanol er i store mængder meget giftigt og kan forårsage alvorlige komplikationer og død. Den antagede dødelige dosis af metanol er 1 g/kg kropsvægt.
Ved nedbrydning af aspartam i kroppen dannes 0,1 g metanol pr. gram aspartam. Aspartam har været mistænkt for at kunne resultere i skade på centralnervesystemet pga. dannelsen af metanol. Ved langvarig opbevaring af fødevarer tilsat aspartam dannes desuden nedbrydningsproduktet diketopiperazin.
Aspartam er godkendt i EU til bestemte fødevarer i bestemte mængder. Godkendelsen er sket efter flere risikovurderinger af Den Europæiske Fødevaresikkerhedsautoritet (EFSA), senest i 2009. EFSA's konklusion var, at der er ikke nogen sundhedsmæssig risiko ved brug af aspartam ved de fastsatte grænseværdier. ADI for aspartam er i EU fastsat til 40 mg dagligt per kilo kropsvægt. En liter sodavand sødet med aspartam må højst indeholde 600 mg aspartam, som danner cirka 60 mg metanol ved nedbrydning.
Personer med den arvelige sygdom fenylketonuri, også kendt som Føllings sygdom, bør ikke indtage fødevarer med aspartam, da denne er en kilde til fenylalanin (og mærket som sådan). De kan ikke fordøje fenylalanin, som derved ophobes i kroppen, og de kan derfor få hjerneskader.
Spørgsmålet om hvorvidt Aspartam har kræftfremkaldende egenskaber  er blevet undersøgt adskillige gange. Aspartam i de tilladte mængder indebærer ifølge Fødevarestyrelsen ingen kræftrisiko for mennesker. Den amerikanske Food and Drug Administration (FDA) har i 1996 "fjernet alle indvendinger" imod Aspartams anvendelse i alle fødevarer, og ligeledes har Den Europæiske Fødevaresikkerhedsautoritet først i 1994 og endelig i 2006 givet grønt lys for Aspartam.
Dansk forskning fra 2010 om gravides kostvaner viser, at hvis de drikker en liter light-sodavand sødet med aspartam om dagen, har de en forøget risiko på 78 procent for at føde for tidligt.
I en samlet vurdering har WHO og FAO i juli 2023 offentliggjort disse organisationers konklusioner efter at have gennemgået de foreliggende sundhedsrisici. Organisationen IARC (under WHO) angiver, at der er  "begrænset dokumentation" for stoffets kræftfremkaldende effekt, og organisationen JECFA under FAO har bekræftet at et dagligt indtag af stoffet på 40 mg/kg kropsvægt er acceptabelt.

## Alternativer til aspartam
Der findes mange alternativer til aspartam, men aspartam er et af de allerbilligste sødestoffer.
Hvis almindeligt sukker, sukrose, søder med en faktor 1, søder aspartam med en faktor 180. Til sammenligning søder Acesulfam K med en faktor 200 og Saccharin søder med en faktor 350. Stoffet Sukralose søder med en faktor 720 og er samtidig varmestabilt og bliver derfor ikke nedbrudt i kroppen.[kilde mangler] Det påvirker heller ikke tandsundhed eller blodsukker. Et nyere alternativ er Steviol, der udvindes fra planten Stevia og søder med en faktor 300 og blev godkendt til fødevarebrug i EU i 2011.